# Geitoneura correae
Geitoneura correae är en fjärilsart som beskrevs av Arthur Sidney Olliff 1889. Geitoneura correae ingår i släktet Geitoneura och familjen praktfjärilar. Inga underarter finns listade i Catalogue of Life.